# Fuerza Nueva
Fuerza Nueva (FN) fou un partit polític espanyol d'extrema dreta, fundat pel notari Blas Piñar López, director de l'Institut de Cultura Hispànica durant els anys seixanta. Era fill d'un dels defensors de l'Alcázar de Toledo durant la Guerra Civil espanyola. El projecte comú d'ambdues era mantenir vius els ideals del 18 de juliol de 1936 i aglutinar totes les forces nacionals. El col·lectiu dirigent va aparèixer com F/N en 1966 al voltant de Fuerza Nueva Editorial, S.A., començant a publicar la revista del mateix nom en 1967.
Aquesta formació va ser una resposta a la ideologia més propera als corrents feixistes italians la qual va inspirar José Antonio Primo de Rivera, mentre Fuerza Nueva s'aferrava a un model del feixisme espanyol el qual era monàrquic-autoritari, carlí i tradicional-catòlic inspirat en la monarquia absoluta propera als ideals inicials de Francisco Franco.

## Història
Fuerza Nueva va sorgir de la mà de Blas Piñar que va afirmar que la idea va néixer durant uns exercicis espirituals a Conca el 1965.
Blas Piñar va organitzar i va constituir en 1976 l'únic partit amb representació en la democràcia, en l'ideari de la qual comptava amb els valors del 18 de juliol i sota el lema de «Déu, Pàtria i Justícia». En 1977 es presenta a les eleccions amb la coalició Alianza Nacional del 18 de julio, i va obtenir 67.336 vots. Aquests resultats foren superiors als aconseguits per altres forces nacionals com FEJONS (Autentica), 46.58 vots, FE-JONS, 25.017 vots, entre d'altres. Patí aleshores l'escissió de Frente de la Juventud. A les eleccions de 1979, es presentà dintre d'una coalició més àmplia denominada Unión Nacional, obtingueren 378.964 vots i Blas Piñar assolí l'acta de diputat. Fuerza Nueva es troba en el clímax de la seva vida. La participació dels seus actes polítics és alta, per exemple, les congregacions en la Plaza de Oriente o a les places de toros (Madrid, València, etc.) però aquesta participació no és corresposta amb resultats electorals.
Diverses conseqüències duen al desastre de 1982: la coalició se separa abans de les eleccions de 1982 i es produïx al mateix temps un desmembrament de la UCD; per aquest motiu, l'electorat de dreta es mobilitza entorn d'Aliança Popular o a partits regionalistes. Fuerza Nueva es presenta en solitari a les eleccions de 1982 i obté 108.746 vots. Aquests resultats i les lluites internes van dur a l'autodissolució com a partit polític. Fuerza Nueva és des de llavors una revista dirigida per Luis Fernández Villamea.
El partit es trobava present a totes les províncies espanyoles, les seves capitals i principals poblacions. Comptava amb una agrupació juvenil denominada Fuerza Joven (FJ). Per Fuerza Joven han passat nombrosos dirigents de posteriors partits ultradretans com José Luis Corral, capdavanter del Movimiento Católico Español, o de Ricardo Sáenz de Ynestrillas, fundador Alianza por la Unidad Nacional i el pare de la qual va ser assassinat per ETA. El 1985 Fuerza Nueva va reaparèixer refundada com a Frente Nacional aprofitant l'estirada del Front Nacional francès, i va obtenir 122.799 vots a les eleccions de 1987 al parlament europeu i 60.672, a les eleccions de 1989. El Frente Nacional es va dissoldre finalment en 1993. El mateix any, l'empresari valencià José María García va refundar novament Fuerza Nueva sense relació orgànica o política de cap tipus amb la Fuerza Nueva de Blas Piñar.
Aquesta Fuerza Nueva va presentar candidatures al Senat per Madrid a les eleccions generals de l'any 2000, i va obtenir prop de 12.000 vots. A partir de l'any 2003 va entrar en l'òrbita d'aliances del partit España 2000 sense que es coneguin altres activitats públiques des d'aquesta data. Actualment, molts dels seus simpatitzants col·laboren activament amb Alternativa Española (AES), partit polític de recent creació, la bandera de la qual és la defensa dels valors humans i cristians, i la defensa a ultrança de la Unitat d'Espanya.

## Resultats electorals
| Any  | Líder      | Vots    | %     | Escons  | +/- | Notes                          |
| ---- | ---------- | ------- | ----- | ------- | --- | ------------------------------ |
| 1979 | Blas Piñar | 378.964 | 2,11% | 1 / 350 |     | Dins la coalició Unió Nacional |
| 1982 | Blas Piñar | 108.746 | 0,52% | 0 / 350 | 1   |                                |